# バレーボールセルビア女子代表
バレーボールセルビア女子代表は、バレーボールの国際大会で編成されるセルビアの女子バレーボールナショナルチームである。
なお、2002年までのユーゴスラビアと2004年-2006年のセルビア・モンテネグロも本項で扱う。

## 歴史
1947年に国際バレーボール連盟へ加盟、欧州選手権に初めて出場したのは1951年で銅メダルを獲得した。世界選手権に初めて出場したのは1978年でその時は16位だった。1991年の欧州選手権の12位を最後にしばらく欧州選手権の出場権を逃していたが、2003年に出場権を獲得し成績は9位に終わったが復活の兆しを見せた。
2005年欧州選手権では初戦でドイツを3－1で破り、クロアチアに1－3で敗れ、ルーマニアに3－2の辛勝、アゼルバイジャンとポーランドに1－3で連敗しプールⅠを4位で通過と調子はいまいちだった。5～8位決定戦ではオランダにストレートで敗れ、7位決定戦はクロアチアにストレート勝利した。
2006年はモンテネグロの分離独立が承認されたためにセルビア・モンテネグロとして国際大会に出る最後の年となった。2006年はオーソドックスなバレーの為ミスが少なく、個人能力を存分に活かすことのできるオープンバレーであった。
セルビアモンテネグロとして出場した初めての3大大会であり最後の大会となった2006年世界選手権では開幕戦でイタリアを破ると、2戦目もキューバを接戦の末3－1で勝利し、一気に1次リーグ5戦全勝でプールDを1位通過を果たした。2次リーグは唯一日本に惜敗するもののプールEを2位で通過しベスト4に進出し、準決勝ではブラジルに敗れたが3位決定戦で再びイタリアと激突、ストレートで勝利し銅メダルを獲得した。セルビア・モンテネグロ躍進の立役者は「東欧の至宝」と称されるエース・アーニャ・スパソイエビッチとエレーナ・ニコリッチであった。コート上飛び上がって喜ぶ選手達はセルビア国旗とセルビア・モンテネグロ国旗両方を掲げ喜んだ。登録された全選手がセルビア出身のセルビア単一チームであったため、代表チームメイトが2007年以降分裂することはなかった。
しかし、2008年ワールドグランプリ欧州予選ではエース・ニコリッチの不調などで精彩を欠き、4位となり3位までに与えられる出場権を逃した。
2007年欧州選手権では初戦からスロバキアに足をすくわれるなどつまずいたが2戦目3戦目とフルセットで強豪のオランダと開催国のベルギーを降し2次進出し、2次では初戦でポーランドに完敗するがチェコとブルガリアに勝利して準決勝に進出、抽選の結果、再びポーランド戦になるが若きエースであるヨバナ・ブラコチェビッチや若きチームの爆発力が前回王者ポーランドを降し大番狂わせを演じた。決勝のイタリア戦では敗れたが、ユーゴスラビア時代を含めても獲得したことのなかった銀メダルの栄冠に輝き、日本で行われる2007年ワールドカップの出場権を獲得した。
2008年に日本で開催された北京五輪世界最終予選では開幕から5連勝で早々と初の五輪出場を決めた。ポーランド戦はフルセットの末に敗れたが、最終戦で日本を破り2位通過を果たした。同年8月の北京五輪では予選ラウンドで4位通過となり、準々決勝で強豪キューバと対戦しストレートで敗れてベスト8止まりだった。
2009年、ポーランドで開催されたヨーロッパ選手権は7位と満足のいく結果ではなかったが、2010年のヨーロッパリーグで優勝し、来年のワールドグランプリの出場権を獲得した。同年10-11月の世界選手権で2大会連続のメダルを狙ったが、イタリア、ドイツのライバル国に敗れて最終順位は8位だった。
2011年ワールドグランプリは初出場ながらも、予選ラウンドで中国、アメリカ、日本を下し4位で予選を突破した。決勝ラウンドには中国、タイ、ロシアと3連勝スタートを飾り、3位決定戦で再びロシアを倒して銅メダルを獲得した。同年のヨーロッパリーグでも3連覇を果たし、ワールドグランプリ連続出場を決めた。
2011欧州選手権は初のセルビアでの開催となった（イタリアとの共同開催）、下馬評はセルビアの評価は高かったがグループリーグで早々にドイツに惨敗を期す苦しい展開。プレーオフに回るとルーマニアを下し、準々決勝はC組1位で近年4大会連続でベスト4のポーランド。ポーランドに快勝し準決勝はトルコ、1,2セットあっさり取ったが3,4セット僅差で失い5セット目も最後の最後まで劣勢の苦しい展開だったが、決勝がベオグラードで開催された事もありホームの大声援に後押しされトルコを押し切った。決勝はドイツとの再戦になったが、グループリーグの負けを引きずったかセルビアのリズムになかなか持ち込めない展開が続いた。4セット序盤で0-6と連続失点を記すと会場も諦めムードになりかけたが、そこから奇跡の大逆転劇を演じ4,5セットを奪い初優勝を飾った。なお、大会のMVPにはブラコチェビッチが選ばれた。
2012年のロンドンオリンピック世界最終予選は、3位通過と辛くも出場権獲得したが、タイ3-0と敗退、日本に3-2、韓国、ペルーに3-1で苦戦する。怪我人が続出し、ベストメンバーが組めなかったワールドグランプリでは3勝6敗で11位に終わった。同年のロンドンオリピックでは、予選B組で全敗を喫して11位に沈んだ。
2013年は主力選手が復帰し、ベストメンバーで挑んだFIVBワールドグランプリで銅メダルを獲得した。
2018年には世界選手権で悲願の初優勝。2019年には欧州選手権で優勝を果たし連覇を達成した。2021年の東京オリンピックでは3位決定戦で韓国をストレートで下し、銅メダルを獲得した。同年9月に地元開催となった欧州選手権では決勝でイタリアに敗れて銀メダルとなった。

## 問題・不祥事
2017年6月、日本開催の2018年バレーボール女子世界選手権出場を決めた女子代表選手の集合写真にて、全員が指で自身の目を吊り上げるというアジア系の人々への差別に相当するジェスチャーをしており、国際バレーボール連盟（FIVB）の公式サイトに掲載されていたとUSA TODAYが報じた。FIVBは「文化的配慮に欠けていた」と問題写真を削除したが、非難は拡大し写真を掲載したFIVBは釈明に追われた。ただしセルビアバレーボール連盟と当事者の女子代表選手達からは釈明もコメントもない。日本バレーボール協会（JVA）は「報道で把握している。が、コメントする立場にない」と事態を静観する方針とした。知識人の中にはFIVBの時代遅れの組織構造を指摘する意見もある。
2021年6月、2021年FIVB女子バレーボールネーションズリーグのセルビア対タイの試合で、サニャ・ジュルジェビッチが指で自身の目を吊り上げるというアジア系の人々への差別に相当するジェスチャーをしたシーンがあり、オンライン観戦者から怒りを買うようなことがあった。ジュルジェビッチはそれを「単純な誤解」と弁明し、謝罪した。セルビアバレーボール連盟も謝罪し、また、「本人も試合後すぐにタイの選手達に謝っているので大袈裟に扱わないで欲しい」とも話した。FIVBは処分について発表し、ジュルジェビッチは2試合の出場停止となり、セルビアバレーボール連盟は20,000スイスフラン（日本円で240万円相当）の制裁金を科された。
ジュルジェビッチは、Instagramアカウントを非公開にする前に2つの投稿をし、自身の過ちを認め試合直後にタイチーム全体に謝罪したと述べ、タイの選手と一緒にポーズをとっている写真も掲載したとの事。問題となったジェスチャーは「私達もタイのようなディフェンスをしていこう」とチーム全体に伝えたかっただけだと弁明した。

## 過去の成績

### オリンピックの成績
- 2008年 - 5位
- 2012年 - 11位
- 2016年 - 銀メダル
- 2020年 - 銅メダル
- 2024年 - 7位

### 世界選手権の成績
- 1978年 - 16位
- 2006年 - 銅メダル
- 2010年 - 8位
- 2014年 - 7位
- 2018年 - 優勝
- 2022年 - 優勝

### 欧州選手権の成績
- 1951年 - 3位
- 1958年 - 7位
- 1963年 - 8位
- 1971年 - 14位
- 1975年 - 8位
- 1977年 - 9位
- 1979年 - 10位
- 1981年 - 11位
- 1989年 - 8位
- 1991年 - 12位
- 2003年 - 9位
- 2005年 - 7位
- 2007年 - 準優勝
- 2009年 - 7位
- 2011年 - 優勝
- 2013年 - 4位
- 2015年 - 3位
- 2017年 - 優勝
- 2019年 - 優勝
- 2021年 - 準優勝
- 2023年 - 準優勝

### ワールドカップの成績
- 2007年 - 5位
- 2011年 - 7位
- 2015年 - 準優勝
- 2019年 - 9位

### ワールドグランプリ・ネーションズリーグの成績
- 2011年 - 3位
- 2012年 - 11位
- 2013年 - 3位
- 2014年 - 7位
- 2015年 - 8位
- 2016年 - 7位
- 2017年 - 3位
- 2018年 - 5位
- 2019年 - 13位
- 2021年 - 13位
- 2022年 - 3位
- 2023年 - 9位
- 2024年 - 12位

## 現在の代表
2020年東京オリンピックのバレーボール競技
| 監督 | ゾラン・テルジッチ | ゾラン・テルジッチ | ゾラン・テルジッチ | ゾラン・テルジッチ | ゾラン・テルジッチ | ゾラン・テルジッチ |

| No | 選手名                       | シャツネーム | 身長  | 所属                                   | P  | 備考 |
| -- | ---------------------------- | ------------ | ----- | -------------------------------------- | -- | ---- |
| 01 | ビアンカ・ブシャ             | BUŠA         | 187cm | フェネルバフチェ・イスタンブール       | OH |      |
| 05 | ミナ・ポポビッチ             | POPOVIĆ M.   | 187cm | サヴィーノ・デルベーネ・スカンディッチ | MB |      |
| 08 | スラジャナ・ミルコビッチ     | MIRKOVIĆ     | 185cm | エジザージュバシュ・イスタンブール     | S  |      |
| 09 | ブランキツァ・ミハイロビッチ | MIHAJLOVIĆ   | 190cm | フェネルバフチェ・イスタンブール       | OH |      |
| 10 | マーヤ・オグニェノビッチ     | OGNJENOVIĆ   | 183cm | ワクフバンク・イスタンブール           | S  |      |
| 13 | アナ・ビエリツァ             | BJELICA      | 190cm | ラドムカ・ラドム                       | OP |      |
| 14 | マヤ・アレクシッチ           | ALEKSIĆ      | 188cm | アルバ・ブラジ                         | MB |      |
| 16 | ミレーナ・ラシッチ           | RAŠIĆ        | 193cm | ワクフバンク・イスタンブール           | MB |      |
| 17 | シルビヤ・ポポビッチ         | POPOVIĆ S.   | 178cm | アルバ・ブラジ                         | L  |      |
| 18 | ティヤナ・ボシュコビッチ     | BOŠKOVIĆ     | 193cm | エジザージュバシュ・イスタンブール     | OP |      |
| 19 | ボヤナ・ミレンコビッチ       | MILENKOVIĆ   | 185cm | アルバ・ブラジ                         | OH |      |
| 20 | イエレナ・ブラゴイェビッチ   | BLAGOJEVIĆ   | 189cm | ディヴェロプレス・ジェシュフ           | OH |      |

## 歴代代表選手
- マヤ・アレクシッチ
- アナ・アントニエビッチ
- アレクサンドラ・イェグディッチ
- イバナ・イサイロビッチ
- アレクサンドラ・ウゼラツ
- ミーニャ・オスマイッチ
- マーヤ・オグニェノビッチ
- ナターシャ・クルスマノビッチ
- ヘナ・クルタギッチ
- ヨバナ・コチッチ
- ミラ・ゴルボビッチ
- マーヤ・サビッチ
- イバナ・ジェリシロ
- ベスナ・ジュリシッチ
- サーニャ・スタロビッチ
- ヨバナ・ステバノビッチ
- アーニャ・スパソイエビッチ
- スザナ・チェービッチ
- ボヤナ・ドルチャ
- イェレナ・ニコリッチ
- ナジャ・ニンコビッチ
- イバナ・ネーショビッチ
- アナ・ビエリツァ
- テオドラ・プシッチ
- ビアンカ・ブシャ
- イエレナ・ブラゴイェビッチ
- ヨバナ・ブラコチェビッチ
- ヨバナ・ベーソビッチ
- ステファナ・ベリコビッチ
- ティヤナ・ボシュコビッチ
- シルビヤ・ポポビッチ
- ミナ・ポポビッチ
- ヤスナ・マイストロビッチ
- サーニャ・マラグルスキ
- ドラガナ・マリンコビッチ
- アナ・マレセビッチ
- ティヤナ・マレセビッチ
- ブランキツァ・ミハイロビッチ
- ミナ・ミヤトビッチ
- スラジャナ・ミルコビッチ
- ボヤナ・ミレンコビッチ
- アレクサンドラ・ミロサブリェビッチ
- ミリツァ・メドヴェド
- ブリジトカ・モルナル
- ミレーナ・ラシッチ
- カタリナ・ラゾビッチ
- ダニツァ・ラデンコビッチ
- サラ・ロゾ